# Kabowerdeńczycy
Kabowerdeńczycy, Kabowerdyjczycy (port. cabo-verdiano, kabow. Kabuverdianu) – naród wywodzący się z Wysp Zielonego Przylądka, położonych w centralnej części Oceanu Atlantyckiego u wybrzeży Afryki. Historycznie określani są jako jedna z sociedade mestiça (port. „społeczeństwo mieszane”), gdyż ich przodkowie wywodzili się z różnych ras człowieka (białej i czarnej). W epoce nowoczesnej Kabowerdeńczycy emigrowali do innych krajów, głównie wysokorozwiniętych gospodarczo, gdzie tworzą diaspory.

## Historia
Wyspy Zielonego Przylądka były niezaludnione przed przybyciem tam Portugalczyków w 1456. Niedługo po ich przybyciu zasiedlili je również niewolnicy, sprowadzani tu z pobliskiej Afryki Zachodniej. W okresie nowożytnym osiedlali się tu również Arabowie. W XV w. pojawili się na wyspach Włosi. Byli oni wtedy osadnikami królewskimi, którzy otrzymywali tu ziemie w nagrodę za służbę w ekspedycjach morskich do Indii i Ameryki. Na wyspach schronienie znaleźli również Żydzi, którzy wyemigrowali z Portugalii przed prześladowaniami inkwizycji. Od przełomu XVI–XVII w. osiedlali się tu kupcy holenderscy, francuscy, szkoccy i hiszpańscy. W późniejszym okresie, ok. XVIII w., wyspy zasiedlali również arabscy kupcy z Maroka oraz Żydzi lewantyńscy. Badania genetyczne nad populacją Kabowerdeńczyków ujawniły, że dzisiejsi mieszkańcy wysp to w dominującej części potomkowie Europejczyków w linii męskiej oraz Afrykanów w linii żeńskiej.
Przed uzyskaniem niepodległości przez Wyspy Zielonego Przylądka w 1975 znaczna część mieszkańców kraju wyemigrowała, gł. do Portugalii. Mało wydajne grunty rolne, częste susze oraz brak przemysłu zmuszał tysiące Kabowerdeńczyków do sezonowej emigracji. Po 1975 duża część tych emigrantów powróciła na wyspy jako obywatele portugalscy. Emigranci z wysp i ich potomkowie największe swoje skupiska mają w Portugalii (gdzie stanowią 15,7% populacji obcokrajowców), Brazylii i Stanach Zjednoczonych (gł. w Nowej Anglii).

## Język
Kabowerdeńczycy za swój język ojczysty uznają portugalski. Jest on językiem urzędowym i wykładowym Wysp Zielonego Przylądka. W codziennych rozmowach używają również kreolskiej odmiany tego języka oraz jej wariantu z Gwinei Bissau. Mieszkańcy wysp nie uznają odrębności języka miejscowego od portugalskiego, jednak od poł. 70. XX w. zyskuje on na popularności i prestiżu.

## Religia
Tradycyjnym wyznaniem religijnym mieszkańców Wysp Zielonego Przylądka jest katolicyzm. 93% populacji przynależy do Kościoła rzymskokatolickiego. Najliczniejszą mniejszością religijną jest protestantyzm (5%), z czego najsilniej reprezentowaną denominacją jest Kościół Nazarejczyka. Istnieją też nieliczni wyznawcy bahaizmu i muzułmanie. Ateiści wśród Kabowerdeńczyków stanowią mniej niż 1%.

## Kultura
Kultura Kabowerdeńczyków odznacza się czerpaniem ze źródeł portugalskich i zachodnio-afrykańskich. Charakteryzowana jest jako typowa kultura kreolska. Miejscowa kultura jest rozpoznawalna dzięki specyficznej formie muzycznej morna. W oparciu o nią, bądź w bliskim jej pokrewieństwie, rozwinęło się wiele tańców ludowych specyficznych dla wysp: morna, funaná, batque i ekspresyjna coladeira.